# DaBaby
Jonathan Lyndale Kirk (Cleveland, 22 de dezembro de 1991), mais conhecido como DaBaby, é um rapper e compositor norte-americano.
O seu álbum de estreia Baby on Baby (2019) classificado em 7º no Billboard 200, enquanto que o seu segundo álbum, Kirk (2019), foi colocado em primeiro lugar. Os álbuns produziram os sucessos da Billboard Hot 100 "Suge", "Intro", e "Bop". Fora do seu próprio trabalho, ele tem sido o destaque em músicas de artistas como Post Malone, Camila Cabello e Megan Thee Stallion. Em 17 de abril de 2020, ele lançou seu terceiro álbum de estúdio, Blame It on Baby.

## Biografia

### Juventude
Jonathan Lyndale Kirk nasceu em Cleveland, Ohio, em 22 de dezembro de 1991, e mudou-se para Charlotte aos 7 anos de idade. DaBaby começou sua carreira como rapper em 2015. Ele foi muito ativo durante o ano de 2017 publicando seis mixtapes.

### Reconhecimento e Baby on Baby (desde 2019)
DaBaby assina o selo Interscope Records em janeiro de 2019  . Em abril, DaBaby lança o primeiro single de seu álbum. A música foi um grande sucesso e recebeu disco de platina dupla três meses após seu lançamento. 1 de março de 2019 ele publicou seu primeiro álbum de estúdio, Baby on Baby.
Em julho, ele aparece no XXL Freshmen Class, reunindo os promissores rappers do ano. Tanto o seu estilo livre como a sua cifra são apreciados pela imprensa.

### Vida Privada
Em novembro de 2018, DaBaby se envolveu em uma altercação no Walmart em Huntersville, Carolina do Norte, onde um jovem de dezenove anos foi baleado e morto. O rapper confirma seu envolvimento no tiroteio e explica que agiu em legítima defesa, alegando que o sujeito tentou roubá-lo. Mais tarde, ele especifica que os homens o abordaram com pistolas enquanto fazia compras com sua família. Quatro indivíduos, incluindo DaBaby, estão sob custódia, mas ele é o único suspeito acusado pelo tiroteio. No entanto, as queixas foram retiradas em março de 2019.

## Discografia
- Baby on Baby (2019)
- Kirk (2019)
- Blame It on Baby (2020)

## Turnês

### Headlining
- Baby on Baby Tour (2019)
- Kirk Tour (2019)[11]